# OpenStax CNX

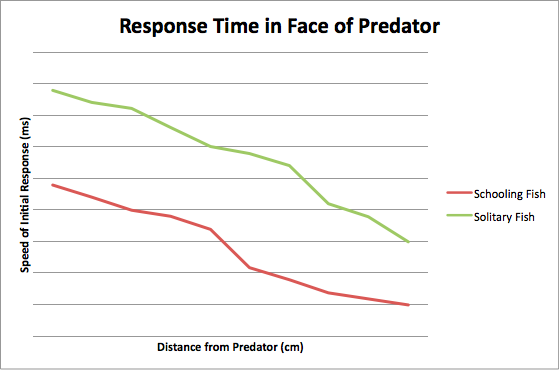
Tiempo de respuesta de la escuela frente a un depredador.

Connexions, posteriormente concocido como OpenStax CNX, es un repositorio global de contenidos educativos que pueden ser adaptados y actualizados por nuevos autores. La colección completa está disponible libremente y los estudiantes y curiosos pueden explorar todo el contenido.
Connexions es pionera, junto con otros proyectos como MIT OpenCourseWare y la Public Library of Science (Biblioteca Pública de la Ciencia), en la idea de que el contenido educativo y escolar puede y debe ser compartido, reutilizado y recombinado, interconectado y continuamente enriquecido.

## Materias
Connexions contiene materiales educativos a todos los niveles —desde los niños a estudiantes de instituto hasta profesionales— organizados en pequeños módulos que pueden ser conectados en cursos mayores. El material está elaborado por todo tipo de gente. Una gran cantidad de contenido está creado por profesores de universidad, pero la colección también contiene contenido musical muy popular music content creado por los profesores de música.
El material popular de Connexions está traducido en muchos idiomas, ayudándose de las licencias de contenido abierto.

## Copyright
Para asegurar la responsabilidad legal del contenido, Connexions requiere a los autores licenciar los materiales que ellos publican bajo la licencia Creative Commons (version 2.0). Bajo esta licencia, el autor retiene el derecho a ser certificado (atribuido) donde quiera que el contenido es reutilizado. El autor concede otros derechos para copiar, distribuir y consultar el trabajo, y para derivar trabajos en base al suyo, siempre y cuando el autor sea certificado.

## ¿En que forma es Connexions distinto de otros proyectos de educación abiertos?
- Primero, en escala: Connexions tiene contenido de todo el mundo en una variedad creciente de lenguajes, no solo materiales de una escuela o universidad específica. Esto también recolecta materiales para soportar la educación en K-12, universidades, educación continua.

- Segundo, por la forma en que las comunidades son soportadas: Connexions es accesible globalmente para cualquiera no solo para leer y usar los materiales, sino también para cogerlos, personalizarlos, y contribuir con ellos de vuelta al repositorio.

- Tercero, en la forma en que está organizado: Connexions está organizado desde abajo en lugar del acercamiento desde arriba hacia abajo de muchos otros proyectos educativos. Cada cuál es libre de unirse y tomar un papel de liderazgo.

## Detalles técnicos
Tres factores clave permiten el entorno colaborativo en Connexions:
- Licencias de copyright que preservan la atribución pero permiten la compartición: licencias de "atribución" Creative Commons
- Marcado semántico de documentos usando XML (lenguaje de marcación extensible) para que puedan ser buscados y combinados. El lenguaje de marcación usado se llama cnxml.
- workspaces(Espacios de trabajo) que facilitan la colaboración suministrando espacio compartido, la habilidad de versionar materiales y derivar contenidos desde los módulos existentes. (Ver rhaptos.org, Las herramientas de publicación open-source de Connexions.)

## Fundación
El Proyecto Connexions fue iniciado en 1999 e inicialmente soportado por individuos y la Universidad Rice. Ese apoyo ha sido suplementado substancialmente por concesiones de la Fundación William and Flora Hewlett.